# KwK 42
 (novembre 2019).
Si vous disposez d'ouvrages ou d'articles de référence ou si vous connaissez des sites web de qualité traitant du thème abordé ici, merci de compléter l'article en donnant les références utiles à sa vérifiabilité et en les liant à la section « Notes et références ».

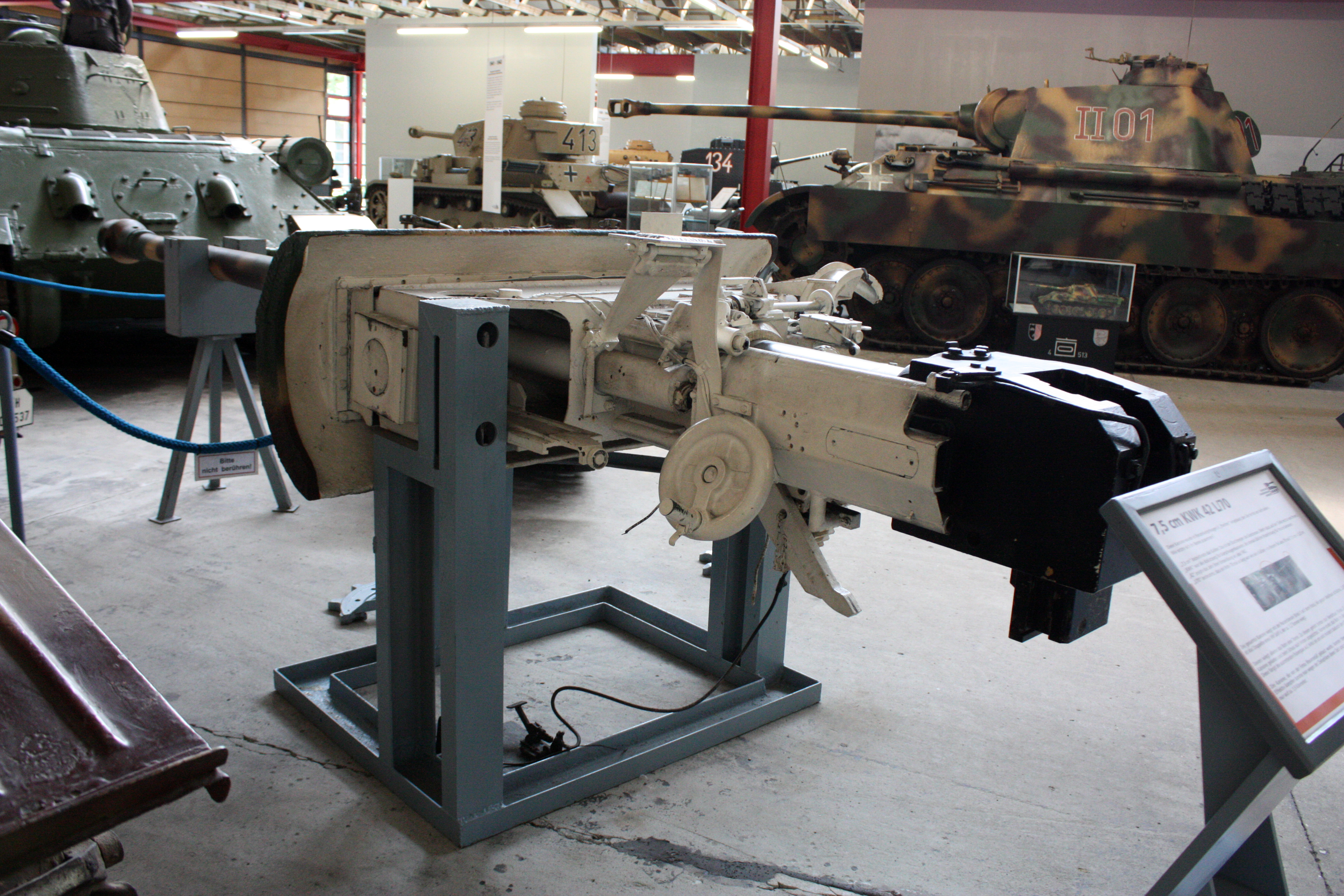
Canon KwK 42.

Le KwK 42 était un canon de char qui équipait les Panthers allemands durant la Seconde Guerre mondiale.